# Vanvadi (Sadashivgad)
Vanvadi (Sadashivgad) é uma vila no distrito de Satara, no estado indiano de Maharashtra.

## Demografia
Segundo o censo de 2001, Vanvadi (Sadashivgad) tinha uma população de 3944 habitantes. Os indivíduos do sexo masculino constituem 52% da população e os do sexo feminino 48%. Vanvadi (Sadashivgad) tem uma taxa de literacia de 79%, superior à média nacional de 59.5%: a literacia no sexo masculino é de 83% e no sexo feminino é de 75%. Em Vanvadi (Sadashivgad), 11% da população está abaixo dos 6 anos de idade.